# Heinrich Micko
Heinrich Jakob Micko (* 6. Dezember 1899 in Heuraffl; † 28. Jänner 1969 in Wien) war ein österreichischer Schriftsteller und Heimatdichter.

## Leben
Heinrich Micko wurde 1899 als Sohn des Lehrers Jakob Micko geboren. Er besuchte von 1911 bis 1918 das Gymnasium in Budweis. Im Ersten Weltkrieg diente er als Soldat in Galizien und Tirol. Er geriet in italienische Kriegsgefangenschaft und lebte von 1920 bis 1928 in Wien, wo er Germanistik und Geschichte studierte. Als Student war er Mitglied der „Deutschakademischen Gemeinschaft“, der späteren Gilde Aggstein. Micko wurde 1929 in Philosophie über die Mundart zum Dr. phil. promoviert. Während des Studiums arbeitete er als Bankkaufmann und freier Schriftsteller um sich seinen Lebensunterhalt zu verdienen. Zudem engagierte er sich in jugendbewegten Studentenkreisen. 1930 wurde er Mitarbeiter des Deutschen Wörterbuchs (DWB) in Berlin. Zudem war er Mitarbeiter der Königlich-Preußischen Akademie der Wissenschaften und war als Autor bei den Heimatzeitschriften Deutsche Heimat, Waldbrunnen, Waldheimat und Wäldlerkalender tätig. 1937 war er Herausgeber von Gedichten Adalbert Stifters in Prag. Nach dem Zweiten Weltkrieg lebte er wieder in Wien. Der Schriftsteller Karl Franz Leppa sagte über ihn:

„In Heuraffel nächst Friedberg beginnt das Leben eines doppelbegabten Wäldlers, der einerseits Schriftsteller und Dichter, andererseits Forscher, Gelehrter und obendrein  Kunstkritiker wurde. Im Acker der deutschen Mundartdichtung habe Micko, der Sohn eines Lehrers, eine goldene Furche aufgepflügt.“

Heinrich Micko wurde am Hütteldorfer Friedhof in Wien bestattet. Sein Sohn Stefan Micko (1932–2011) war Gründer der Zeitschrift Deutsche Sprachwelt und 1987–2000 Obmann des Sprachvereins Muttersprache.

## Werke
- Die Mundart von Wadetstift im Böhmerwald. 2 Bände, Anstalt für sudetendeutsche Heimatforschung, Reichenberg 1924/30.
- Der Acker. Bärenreiter-Verlag, Augsburg 1926. (Gedichtsammlung)
- Adalbert Stifters früheste Dichtungen. Zum erstenmale. Gesellschaft deutscher Bücherfreunde in Böhmen, Prag 1937. (als Herausgeber)
- Wuldaland. Gesänge in böhmerwäldischer Mundart. Bergland Verlag, Wien 1959.[4]

## Auszeichnungen
- 1959: Sudetendeutscher Kulturpreis der Sudetendeutschen Landsmannschaft
- 1969: Böhmerwald-Kulturpreis der Stadt Passau[5]